# Mkrtich Khrimian

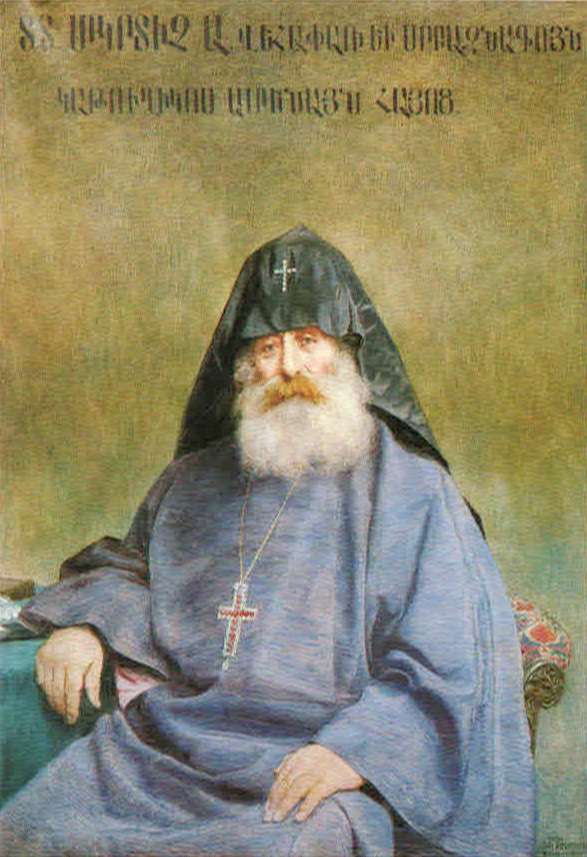
Portrait de Mkrtich Khrimian en 1900 par Yeghishe Tadevosyan.

Mkrtich Khrimian (en arménien Մկրտիչ Խրիմեան) ou Meguerdich Ier, dit « Hayrik » (Խրիմեան Հայրիկ, qui signifie « père » en arménien), né le 4 avril 1820 à Van et mort le 27 octobre 1907 à Etchmiadzin, est un ecclésiastique, homme de lettres et homme politique arménien s'étant illustré contre la politique de l'Empire ottoman envers le peuple arménien. Il est patriarche arménien de Constantinople de 1869 à 1873 et catholicos de l'Église apostolique arménienne de 1892 à 1907.

## Étymologie du nom
Le nom Khrimian viendrait de Khrim ou Ghrimy (en arménien Ղրիմը) qui désigne la région de Crimée et suggère de ce fait un lien entre la famille de Mkrtich Khrimian et la péninsule de Crimée.

## Biographie

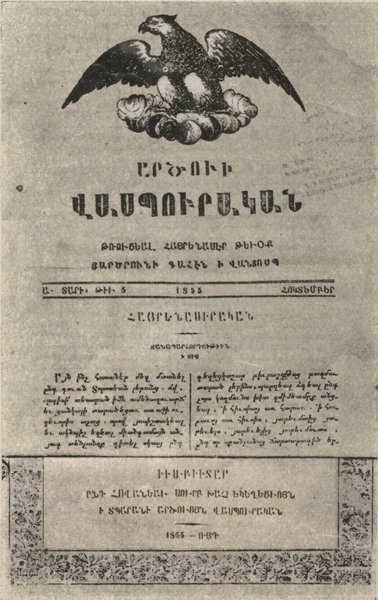
Page du journal Artzvi Vaspurakan (L'aigle de Vaspurakan) fondé par Mkrtich Khrimian.

### Origine, famille et études
Mkrtich Khrimian est né 4 avril 1820 à Van dans une famille de riches marchands et tisserands arméniens. Son père étant décédé alors qu'il était enfant, il fut élevé par son oncle Khachatur Khrimian, un commerçant de la région. Il apprend à lire et à écrire tout en étudiant la littérature et l'histoire arménienne dans les écoles paroissiales des îles Lim et Ktuts du lac de Van et de Varagavank. De 1844 à 1846, il s'établit à Constantinople sous la protection d'un amira arménien local (seigneur arménien ottoman) ce qui lui permit de nouer des liens avec l'aristocratie arménienne de la capitale ottomane. De retour à Van en 1846, il épouse Mariam Sevikian que sa famille lui avait choisie selon la tradition arménienne. De cette union naquit une petite fille. De 1847 à 1853, il effectue de nombreux voyages en parcourant la Perse et le Caucase russe, et durant lesquels il visite la région du mont Ararat, Shirak et Nakhitchevan. Il enseigne de 1848 à 1850 dans une école réservée aux filles à Constantinople et se rend en 1851 en Cilicie (où vit une partie de sa famille) pour faire état des écoles arméniennes locales.

### Carrière ecclésiastique et engagements

#### Début dans les ordres (1853-1854)
Sa mère, son épouse et sa fille étant décédées, Mkrtich Khrimian se retrouve sans famille lorsqu'il est de retour à Van en 1853, ce qui le pousse à entrer dans les ordres de l'Église apostolique arménienne. Ordonné prêtre en 1854, il entre au monastère Sainte-Croix d'Aghtamar.

#### Premiers engagements et patriarcat de Constantinople (1855-1873)
Désireux d'améliorer les conditions de vie et d'étendre les droits des Arméniens au sein de l'Empire ottoman, Mkrtich Khrimian se pose comme la figure de proue du nationalisme arménien. De ce fait, il crée en 1855 le journal Artsvi Vaspourakan (L'Aigle de Van), puis, en 1863, le journal Artsvik Darno (L'Aigle du Taron) dans lesquels il diffuse ses idées politiques et appelle les Arméniens à prendre leur destin en mains. Alors qu'il est nommé en 1862 abbé du monastère de Saint Karapet près de Mush, il parvient à convaincre le vali (représentant du sultan) d'Erzurum de baisser les impôts de la population arménienne locale,.
Son élection, le 4 septembre 1869, comme patriarche de Constantinople le consacre comme chef de l'exécutif du millet arménien de l'Empire ottoman comme le prévoit la Constitution nationale arménienne proclamée en 1863 par le sultan Abdülaziz. Il met à profit son siège de patriarche de Constantinople pour dénoncer la pauvreté, les oppressions et les persécutions dont sont victimes les Arméniens des provinces de l'Empire et encourager la représentation provinciale des Arméniens à l'Assemblée nationale arménienne. Ses prises de position déplaisent non seulement aux autorités ottomanes, mais également à certains membres de l'élite arménienne qui intriguent de concert pour le contraindre à démissionner du patriarcat ; ce qu'il fait en 1873,.

#### Congrès de Berlin de 1878
En 1878, Mkrtich Khrimian est désigné pour diriger et représenter une délégation arménienne au congrès de Berlin où il demande des réformes pour améliorer les conditions de vie des Arméniens et accorder une certaine autonomie aux provinces arméniennes de l'Empire,. Khrimian espérait que l'Empire russe fasse pression sur l'Empire ottoman pour concrétiser ses ambitions, mais le traité de Berlin, signé le 13 juillet 1878, ne prend pas compte des revendications arméniennes.
À son retour de Berlin, Mkrtich Khrimian prononce le discours de La Louche de papier et la louche de fer dans lequel il compare le congrès de Berlin à une fête durant laquelle les participants se servent de harissa avec une louche de fer tandis que les Arméniens, impuissants se servent avec une louche de papier. Par la suite Mkrtich Khrimian s'illustre comme une figure de plus en plus virulente du nationalisme arménien en appelant les Arméniens d'Anatolie à prendre les armes pour acquérir la Liberté,.

« Jusqu’à quand allez-vous être envoyés à la boucherie comme des moutons par les sauvages et ignorants kurdes ? Vous êtes des hommes ! Vous avez des mains ! Pensez vous que vous pouvez obtenir la liberté sans le sang ? La liberté ne vous sera pas donnée comme un cadeau. »

« Là où les armes à feu parlent et les épées font du bruit, quelle est la signification des appels et des pétitions ? »

« Chers Arméniens, quand vous revenez dans la Patrie, prenez des armes, prenez des armes et des armes. Le peuple, avant tout place l'espoir de votre libération sur vous-même. Utilisez votre cerveau et votre poing ! L'Homme doit travailler pour lui-même afin d'être sauvé. »

[réf. nécessaire]

#### Activisme politique et exil à Jérusalem (1879-1892)
En 1879, Mkrtich Khrimian est envoyé dans sa ville natale où il est nommé prélat de Van. Il y ouvre des écoles et des orphelinats et continue de poursuivre sa lutte pour la cause arménienne en publiant des journaux et en soutenant plusieurs sociétés secrètes révolutionnaires arméniennes. Le gouvernement turc, méfiant, décida de le surveiller de plus près en l'envoyant en 1885 de nouveau à Constantinople avant de l'exiler sous prétexte de « pèlerinage éternel » en 1890 à Jérusalem où il réside dans le monastère Saint-Jacques de Jérusalem,.

#### Catholicos de tous les Arméniens (1892-1907)
La popularité de Mkrtich Khrimian était si grande auprès du peuple arménien, qu'il est élu le 5 mai 1892 à l'unanimité catholicos de tous les Arméniens sous le nom de Meguerditch Ier,. Le sultan Abdul Hamid II interdit à l'exilé de se rendre à Etchmiadzin pour y être intronisé. Ce n'est que quelques mois plus tard qu'il est autorisé à s'y rendre à condition de ne pas mettre les pieds en Anatolie, le gouvernement turc craignant des manifestations arméniennes de forte ampleur. Il est intronisé catholicos de tous les Arméniens le 26 septembre 1893.
Déchu de la citoyenneté ottomane, Mkertich Khrimian devient un sujet de l'Empire russe et se rend à Saint-Pétersbourg pour y rencontrer le tsar Nicolas II afin que ce dernier contribue à l'avènement de réforme en faveur des Arméniens dans l'Empire ottoman. Entre 1894 et 1896, les populations arméniennes d'Anatolie sont massacrées sur ordre du sultan Abdul Hamid II. Mkrtich Khrimian fournit une assistance matérielle et alimentaire aux rescapés et réfugiés arméniens et participe à la rénovations de nombreux monastères arméniens. En 1903, il s'oppose au décret du gouvernement russe de nationaliser et confisquer les biens de l’Église arménienne dans l’Empire russe, (afin de russifier la population arménienne) et collabore étroitement avec le parti Dachnak (la Fédération révolutionnaire arménienne) tout en organisant des manifestations de masse, si bien que le décret est annulé en 1905,. En 1907, Mkrtich Khrimian envoie une lettre à Nicolas II dans laquelle il appelle le gouvernement russe à protéger les Arméniens de l'Empire ottoman. Ils seront en effet victimes des massacres d'Adana en 1909 dans la province d'Adana et d'un génocide sur toute l'Anatolie en 1915,,.

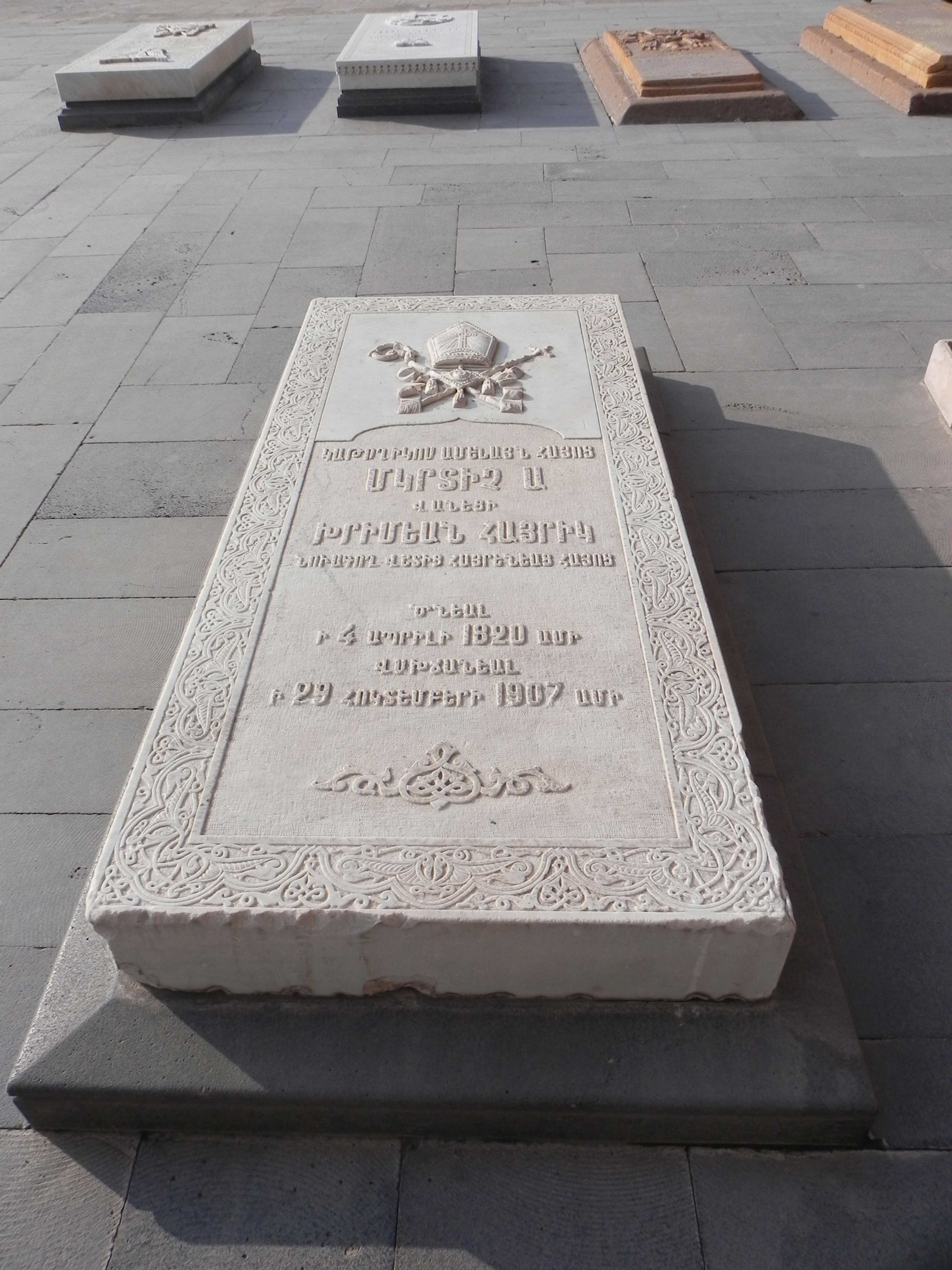
Tombe de Mkrtich Khrimian à Etchmiadzin.

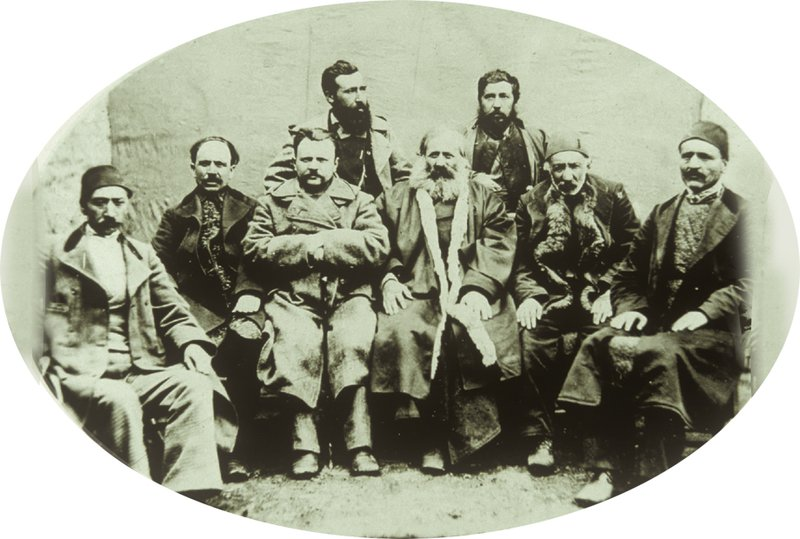
Mkrtich Khrimian entouré de notables arméniens de Van en décembre 1879.

### Fin de vie et postérité
Mkrtich Khrimian s'éteint le 29 octobre 1907. Il est enterré, comme le veut l'usage dans la cour de la cathédrale d'Etchmiadzin. Aimé et respecté de son vivant par le peuple arménien, il demeure l'un des Héros de l'histoire nationale arménienne. Surnommé affectueusement « Hayrik » (père), il est considéré comme la figure paternaliste et sage de toute une nation. La professeure et écrivaine américaine Patricia Cholakian le décrit comme « Un homme d'une grande sainteté personnelle qui a été parmi les premiers à inspirer les Arméniens persécutés à l'amour de l'apprentissage et à la fierté de leur héritage ». En 1891, le missionnaire Herald écrivait à propos de Mkrtich Khrimian : « Un homme pour qui toute la nation arménienne a le plus grand respect. Il a travaillé avec honnêteté et sincérité pour le bien de sa nation ».
Le catholicos Khrimian est représenté à de nombreuses reprises dans des tableaux, des photographies et des sculptures. Un monument est érigé à sa mémoire à Etchmiadzin surmonté de son symbole : l'aigle et de sa fameuse louche de fer qui symbolise la lutte pour la liberté des Arméniens. Une université porte également son nom à Erevan, la capital actuelle de l'Arménie.

### Famille et variantes du nom Khrimian
De nos jours, il ne reste plus de descendants directs de Mkrtich Khrimian, sa fille étant décédée avant qu'il n'entre dans les ordres. Cependant, ses neveux et nièces de Cilicie, victimes du génocide arménien de 1915, furent dispersés dans le monde (diaspora arménienne) notamment en France et en Uruguay. Le nom de Khrimian, déformé par les autorités étrangères les ayant accueillis, prends désormais quelques variantes uniques en leur genre telles que les noms Krimian, Heremian, Hérimian, ou encore Gérimian, aujourd'hui portés exclusivement par la famille du Catholicos de tous les Arméniens.

## Galerie

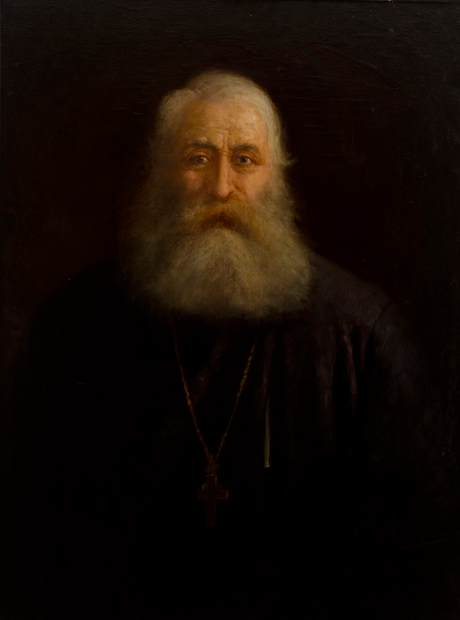
Mkrtich Khrimian par Hmayak Hakobian.
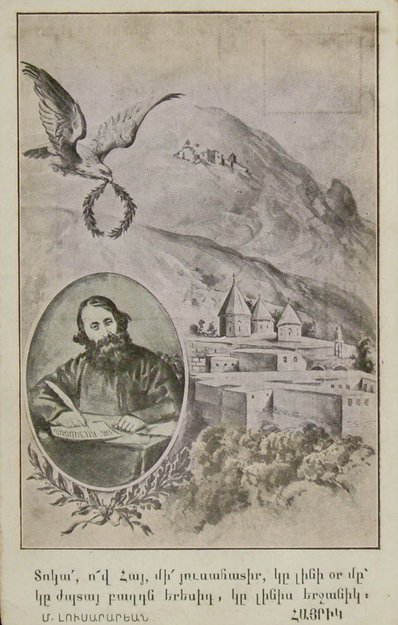
Carte postale représentant Khrimian couronné par un aigle, en train d'encourager les Arméniens à persévérer.
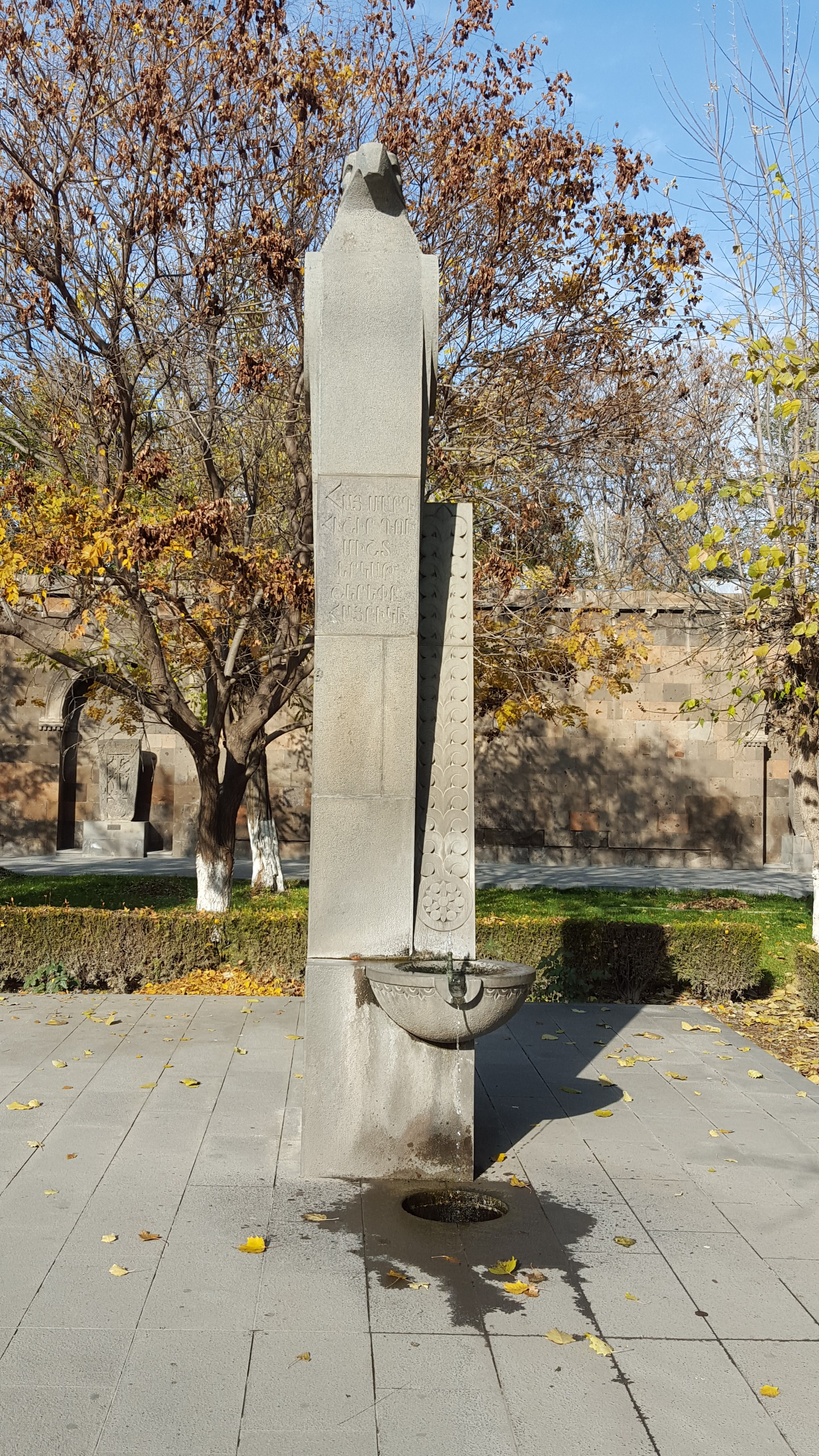
Monument surmonté d'un aigle à Etchmiadzin à la mémoire de Mkrtich Khrimian et de sa « louche de fer ».
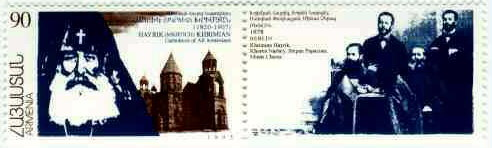
Timbre postal à la mémoire de Mkrtich Khrimian.
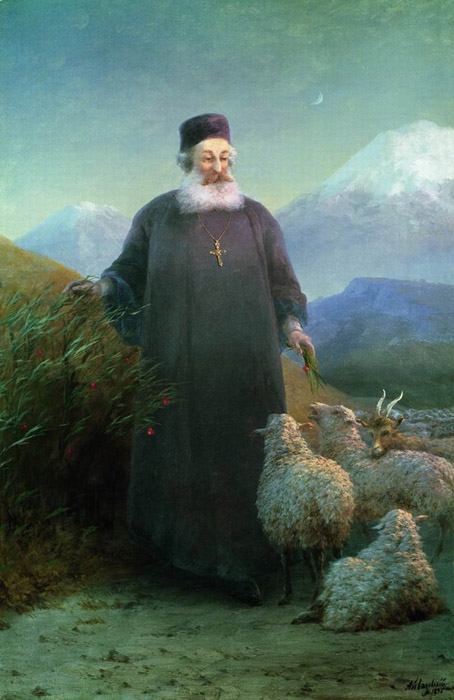
Le catholicos Khrimian à Etchmiadzin par Aivazovsky.
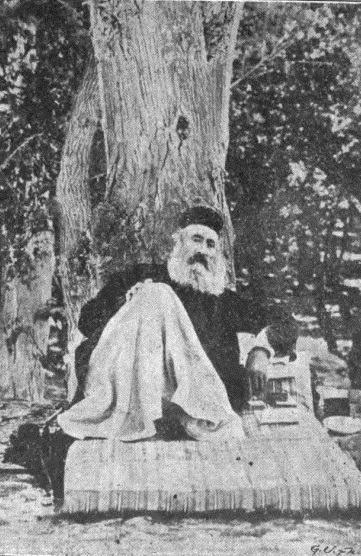
Mkrtich Khrimian sous un arbre au repos.
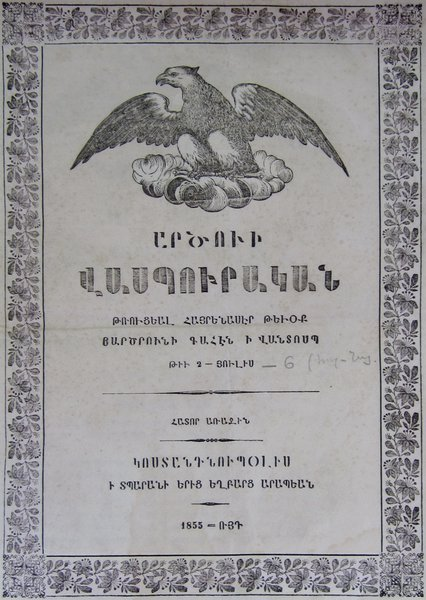
Le journal Artzvi Vaspurakan (L'Aigle de Vaspurakan).
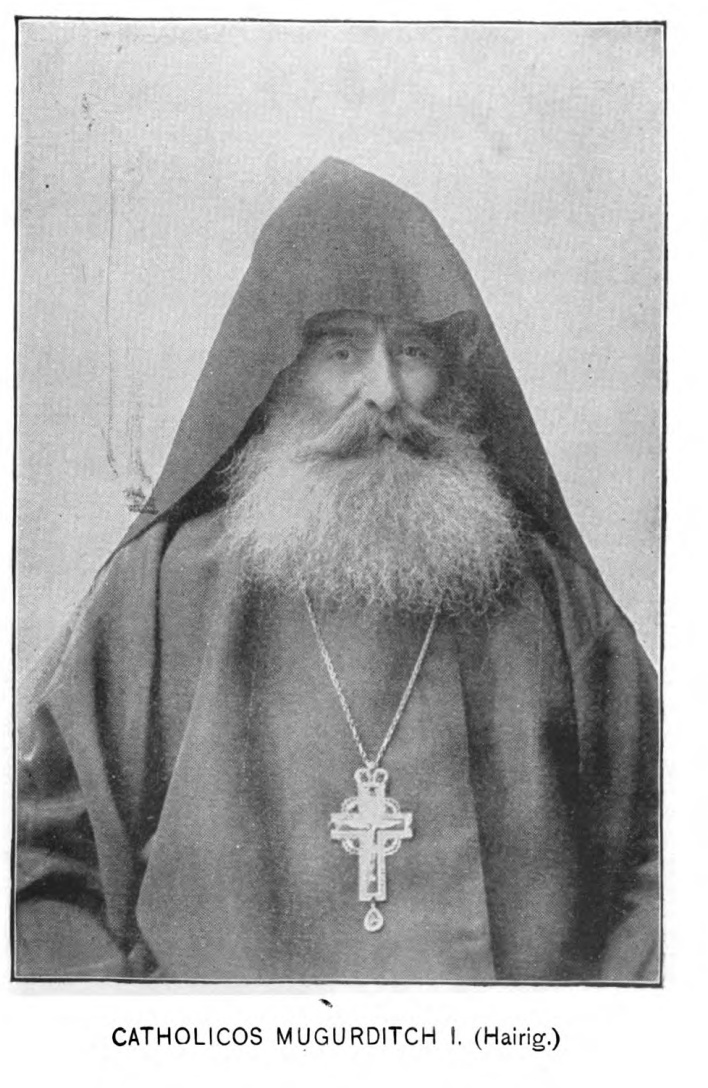
Le catholicos Khrimian par Armayis Vartooguian.
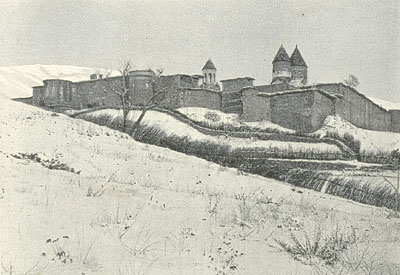
Monastère de Saint Karapet dont Mkrtich Khrimian fut l'abbé en 1862.
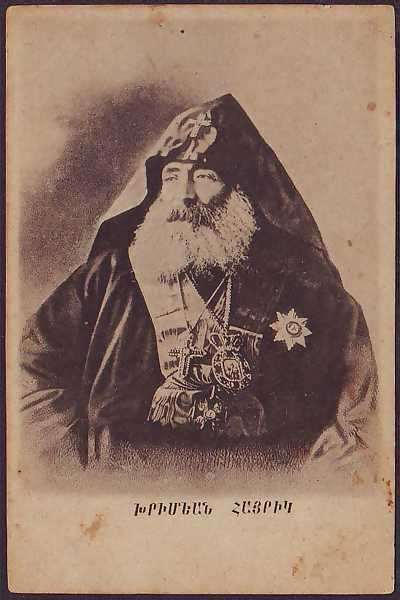
Carte postale représentant Mkrtich Khrimian.
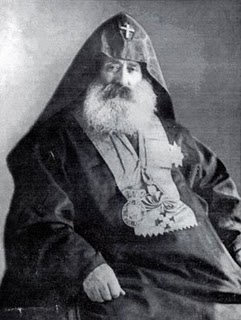
Mkrtich Khrimian dans son costume de catholicos de tous les Arméniens.
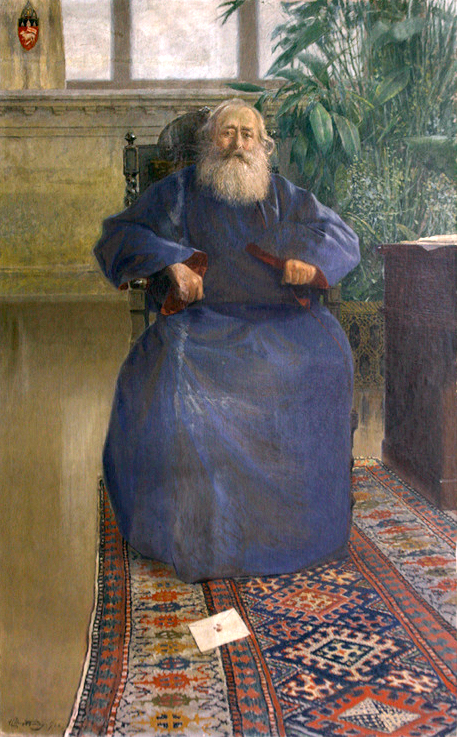
Toile représentant Mkrtich Khrimian.

## Œuvres et publications
- (hy) Hravirag Araratian [« Convocateur à Ararat »] (recueil de poèmes), 1850.
- (hy) Hravirag yergrins avetiats [« Convocateur à la terre promise »] (recueil de poèmes), 1851.
- (hy) Artsvi Vaspourakan [« L'Aigle de Van »] (périodique, première publication), 1855.
- (hy) Artsvik Darno [« L'Aigle de Taron »] (périodique, première publication), 1863.
- (hy) Markarid ArkayoutianYergnitz [« Les Perles du royaume merveilleux »] (étude théologique), 1866.
- (hy) Khach Char [« La Lettre de la Croix »] (étude théologique), 1876.
- (hy) Temps et conseil (projet de réformes en deux volumes), 1876.
- (hy) Drakhti entanik [« Famille paradisiaque »], 1876.
- (hy) Sirak'ev Samvel [« Sirak et Samuel »] (sermons pour la jeunesse), 1878.
- (hy) Papik yev tornik [« Grand-père et petit-fils »] (livre jeunesse), 1894.
- (hy) Tagavorats zhoghov [« Rencontre du Royaume »] (livre jeunesse), 1900.
- (hy) Verjaluysi dzayner [« Sons du crépuscule »], 1901.